# Eli Mambwe
Eli Mambwe (* 18. Juli 1982 in Kalulushi) ist ein sambischer Badmintonspieler. 

## Karriere
Eli Mambwe nahm 2008 an Olympia teil und wurde 17. im Herreneinzel. Bei den Afrikameisterschaften 2006 erkämpfte er sich Bronze im Mixed mit Ogar Siamupangila und Silber im Herreneinzel. Ein Jahr später konnte er beide Medaillen verteidigen. Beim Team des BC Smashing Wijchen ist er derzeit in der niederländischen Liga aktiv.

## Sportliche Erfolge
| Saison | Veranstaltung       | Disziplin    | Platz | Name                           |
| ------ | ------------------- | ------------ | ----- | ------------------------------ |
| 2006   | Afrikameisterschaft | Mixed        | 3     | Eli Mambwe / Ogar Siamupangila |
| 2006   | Afrikameisterschaft | Herreneinzel | 2     | Eli Mambwe                     |
| 2007   | Afrikameisterschaft | Mixed        | 3     | Eli Mambwe / Ogar Siamupangila |
| 2007   | Afrikameisterschaft | Herreneinzel | 2     | Eli Mambwe                     |
| 2008   | Olympia             | Herreneinzel | 17    | Eli Mambwe                     |